# José Escolano
José Escolano Sánchez (Zaragoza, 15 de noviembre de 1926-ibídem, 15 de enero de 2007) fue un ciclista español, que fue profesional entre 1946 y 1962. La principal victoria fue la Euskal Bizikleta de 1955.

## Palmarés
1951
- Vencedor de una etapa de la Volta a Cataluña

1952
- Vencedor de una etapa del Grande Pulse Ayuntamiento de Bilbao

1955
- 1º en el Gran Premio de la Bicicleta Eibarresa
- Vencedor de una etapa de la Vuelta a Levante
- 2º en el Campeonato de España de en Ruta

1956
- Vencedor de 2 etapas de la Vuelta en Andalucía.
- Vencedor de una etapa del Gran Premio de la Bicicleta Eibarresa

### Resultados a la Vuelta en España
- 1947. 19º de la clasificación general
- 1955. 30.º de la clasificación general
- 1956. 34.º de la clasificación general